# لوئیس مورگان (بازیکن فوتبال)
لوئیس مورگان (انگلیسی: Lewis Morgan؛ زادهٔ ۳۰ سپتامبر ۱۹۹۶) بازیکن فوتبال اهل بریتانیا است.
لوئیس مورگان (زاده ۳۰ سپتامبر ۱۹۹۶) یک فوتبالیست حرفه ای اسکاتلندی است که به عنوان وینگر برای باشگاه فوتبال لیگ برتر نیویورک ردبولز بازی می کند.  مورگان قبلا برای سلتیک، سنت میرن، ساندرلند و اینتر میامی سی اف بازی کرده است.  او اولین بازی ملی خود را برای اسکاتلند در می ۲۰۱۸ انجام داد.
از باشگاه‌هایی که در آن بازی کرده‌است می‌توان به باشگاه فوتبال سلتیک و باشگاه فوتبال سنت میرن اشاره کرد.
وی همچنین در تیم‌های ملی فوتبال زیر ۲۱ سال اسکاتلند و اسکاتلند بازی کرده‌است.